# Ryan Hollweg
Ryan Hollweg (* 23. April 1983 in Downey, Kalifornien) ist ein ehemaliger US-amerikanisch-kanadischer Eishockeyspieler, der im Verlauf seiner aktiven Karriere zwischen 1999 und 2018 unter anderem 242 Spiele für die New York Rangers, Toronto Maple Leafs und Phoenix Coyotes in der National Hockey League (NHL) auf der Position des linken Flügelstürmers bestritten hat.

## Karriere
Hollweg begann seine Karriere als Eishockeyspieler bei den Langley Hornets aus der British Columbia Hockey League (BCHL), für die er in der Saison 1998/99 aktiv war. Anschließend erhielt er einen Vertrag bei den Medicine Hat Tigers, für die er bis 2004 insgesamt fünf Jahre lang in der Western Hockey League (WHL) spielte. In dieser Zeit wurde er von den New York Rangers während des NHL Entry Draft 2001 in der achten Runde als insgesamt 238. Spieler ausgewählt. In der Saison 2001/02 gab er für das Farmteam der Rangers aus der American Hockey League (AHL), das Hartford Wolf Pack, sein Debüt im professionellen Eishockey. Einen Großteil der Saison 2002/03 verpasste der Kalifornier aufgrund eines Schädel-Hirn-Traumas.
Für die NHL-Saison 2004/05 wurde Hollweg endgültig in den Kader der Rangers beordert, allerdings kam er aufgrund des Lockouts in dieser Spielzeit nur für Hartford in der AHL zum Einsatz. Nach drei Jahren in New York wurde Hollweg am 14. Juli 2008 im Tausch für ein Fünftrunden-Wahlrecht im NHL Entry Draft 2009 an die Toronto Maple Leafs abgegeben. Nachdem er die darauffolgenden vier Spieljahre weitgehend in diversen AHL-Farmteams verbracht hatte, wurde Hollweg im Juli 2012 vom HC Škoda Plzeň aus der tschechischen Extraliga unter Vertrag genommen. Dort verbrachte der Offensivspieler insgesamt sechs Spielzeiten und wurde mit der Mannschaft einmal Tschechischer Meister, ehe er im Sommer 2018 im Alter von 35 Jahren seine aktive Karriere beendete.

## Erfolge und Auszeichnungen
- 2000 Goldmedaille beim Nations Cup
- 2004 President’s-Cup-Gewinn mit den Medicine Hat Tigers
- 2013 Tschechischer Meister mit dem HC Škoda Plzeň

## Karrierestatistik

### International
| Vertrat die USA bei: - World U-17 Hockey Challenge 2000 - U20-Junioren-Weltmeisterschaft 2002 | Vertrat Kanada bei: - Nations Cup 2000 |

(Legende zur Spielerstatistik: Sp oder GP = absolvierte Spiele; T oder G = erzielte Tore; V oder A = erzielte Assists; Pkt oder Pts = erzielte Scorerpunkte; SM oder PIM = erhaltene Strafminuten; +/− = Plus/Minus-Bilanz; PP = erzielte Überzahltore; SH = erzielte Unterzahltore; GW = erzielte Siegtore; 1 Play-downs/Relegation; Kursiv: Statistik nicht vollständig)